# Henk van der Vorst
Hendrik Albertus van der Vorst (Venlo, 5 mei 1944) is een Nederlandse
wiskundige en emeritus hoogleraar in de numerieke analyse van de Universiteit Utrecht.
Volgens de informatie in Web of Science is zijn artikel
over de Bi-CGSTAB methode het meest geciteerde artikel op het gebied van de wiskunde in de jaren 1990
 (ruim 1800 citaties anno 2013).
Van der Vorst is lid van de Koninklijke Nederlandse Akademie van Wetenschappen (KNAW)
en de Netherlands Academy of Technology and Innovation.
In 2006 werd hij benoemd tot Ridder in de Orde van de Nederlandse Leeuw
, in
2009 werd hij SIAM
Fellow en in 2016 erelid van het Koninklijk Wiskundig Genootschap.

## Wiskundig werk
Van der Vorst werkte aan wiskundige methoden voor het oplossen van zeer grote stelsels (lineaire) vergelijkingen. Hiervoor zijn al sedert lang methoden bekend die gebaseerd zijn op het herhaald verbeteren van een aanvankelijk grove schatting van de oplossing: iteratieve methoden. Deze methoden nemen meestal veel rekentijd in beslag maar kunnen vaak, afhankelijk van het stelsel, aanzienlijk versneld worden door geschikte benaderingen (preconditioneringen) voor het stelsel zelf te construeren en door de herhaalde verbeteringen van de schatting met elkaar te combineren, volgens de door A.N. Krylov bedachte Krylov-deelruimtemethode.
.
Dit leidde tot de ICCG-methode
(samen met Koos Meijerink) en de eerder genoemde Bi-CGSTAB methode.
Grote stelsels vergelijkingen die ontstaan bij de bestudering van elektrotechnische problemen, het weer, warmte-problemen, chemische diffusie, oliereservoir-gedrag, het lekken van dijken, etc., zijn hiermee succesvol opgelost
.
Verder werkte hij aan het onderzoek van stabiliteitsgedrag van grote systemen, zoals mechanische constructies van bruggen, kernfusie-reactoren, het klimaat, chemische reactieprocessen,
elektronische schakelingen, enz.

.
Dit wordt gedaan door de grootste gevoeligheden ten aanzien van verstoringen in een wiskundig model op te sporen: eigenwaarden-analyse
.
Hiervoor ontwierp hij samen met Gerard Sleijpen de Jacobi-Davidson methode,, een verbetering van eerdere
methoden van Jacobi en de 20e-eeuwse chemicus Davidson. Met deze Jacobi-Davidson methode zijn zeer complexe en grootschalige verschijnselen opgelost
.
Hij schreef een boek over iteratieve methoden voor het oplossen van lineaire stelsels, en hij werkte mee aan de constructie van programma-bouwstenen voor lineaire stelsels en eigenwaardeproblemen.

## Kunst
Sinds 2006, na zijn emeritaat, heeft Henk van der Vorst zich volledig op veelal wiskundig geïnspireerde kunst geworpen. Hij maakt grafische kunst, voornamelijk linosnedes, en papiervouwkunst (in het Engels staat deze vorm van papierkunst bekend als 'geometric origami' en 'crumpling'). Zijn linosnedes zijn veelal portretten, waaronder veel van toegepast wiskundigen, en grote samengestelde prints met een wiskundig-symmetrische inslag. Ook heeft hij enkele numeriek-wiskundige ideeën uitgebeeld, soms bij de portretten, maar bijvoorbeeld ook van de ICCG-methode. Deze print gebruikte hij bij zijn afscheidsrede aan de Universiteit Utrecht.   Hij heeft deelgenomen aan diverse exposities in binnen- en buitenland en zijn werk op enkele solo-exposities gepresenteerd.  
Met zijn papierkunst was hij onder andere in 2023 finalist bij International Paperworks in de B.J. Spokesgallery in Huntington, NY, USA.  Ook wordt het voor een lerarenopleiding gebruikt. 